# JoJo

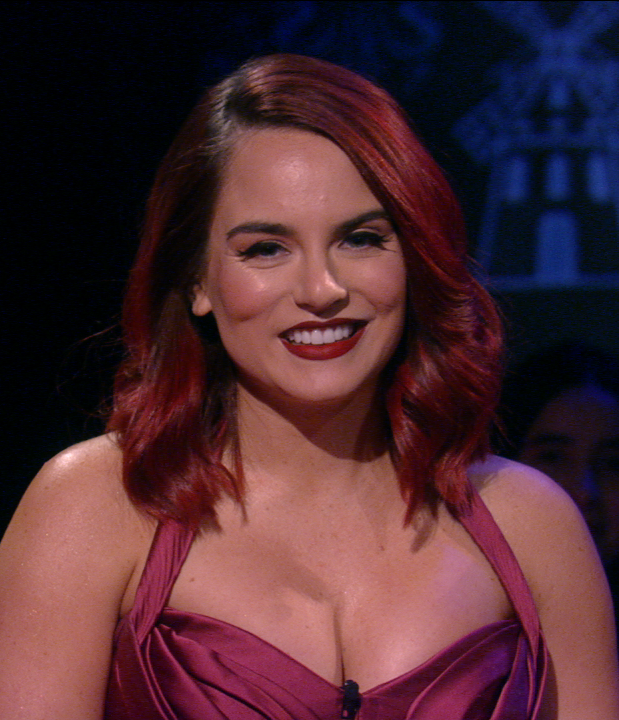
JoJo (2023)

Joanna Noëlle Levesque (* 20. Dezember 1990 in Brattleboro, Vermont), Künstlername JoJo, ist eine US-amerikanische Pop- und R&B-Sängerin, Songwriterin und Schauspielerin. Bekanntheit erlangte sie 2004 durch ihre Debütsingle Leave (Get Out), welche Platz 1 der Billboard Mainstream Top 40 und Platz 12 der Billboard Hot 100 erreichte. Somit galt sie mit 13 Jahren als jüngste Sängerin mit einem Nummer-eins-Hit in den Vereinigten Staaten.

## Leben

### Jugend
JoJo wurde in Brattleboro, Vermont geboren und wuchs in Keene, New Hampshire und Foxborough, Massachusetts in einer Musikerfamilie in ärmlichen Verhältnissen auf. Ihre Eltern ließen sich scheiden, als sie drei Jahre alt war. Sie lebte bei ihrer Mutter, einer Musical- und Kirchensängerin.
Als Kleinkind imitierte JoJo Lieder der Lieblingsmusiker ihrer Mutter wie Ella Fitzgerald, Aretha Franklin, Whitney Houston oder Etta James. Ihr Künstlername basiert auf ihrem Spitznamen als Kind.
Von Mai 2005 bis September 2006 war JoJo mit dem Fußballspieler Freddy Adu zusammen.

### Schauspiel
Bereits im Alter von sechs Jahren trat JoJo in Massachusetts im Theater auf. Ihren ersten Fernsehauftritt hatte JoJo 1998 bei Kids Say the Darndest Things on the Road in Boston mit Bill Cosby. Einige Zeit später sang sie bei der Show Destination Stardom vor und begeisterte mit dem Lied Respect von Aretha Franklin das Publikum. Danach wurde JoJo zur Oprah Winfrey Show eingeladen.
Im Film Aquamarin besetzte sie neben Emma Roberts eine der Hauptrollen. Sie spielte auch eine Hauptrolle im Film Die Chaoscamper an der Seite von Robin Williams. Früher trat sie in Serien wie American Dream und Bernie Mac Show als Gast auf. Im August 2008 übernahm sie die Hauptrolle in True Confessions of a Hollywood Starlet und spielte mit Golden-Globe-Preisträgerin Valerie Bertinelli an ihrer Seite.
Ab Sommer 2012 stand sie für den Film G.B.F. vor der Kamera, der beim Tribeca Film Festival 2013 Premiere hatte.

### Musikalische Anfänge
Bei ihrem Auftritt bei den America’s Most Talented Kids verlor sie gegen Diana DeGarmo. Ihre Leistung überzeugte jedoch Vincent Herbert und Barry Hankerson, die sie für Blackground Records und Da Family Entertainment unter Vertrag nahmen. Sie nahm ein erstes Live-Demo mit den Produzenten The Underdogs und Soulshock & Karlin auf. Auf diesem coverte sie unter anderem Mark Rices Mustang Sally, Etta James’ It Ain’t Always What You Do (It’s Who You Let See You Do It), Aretha Franklins Chain of Fools sowie Stevie Wonders Superstition und The Temptations’ Shakey Ground.

### DebütalbumJoJo
Vor Veröffentlichung ihres Debütalbums JoJo hatte sie mehrere Auftritte, so bei der Talkshow On Air with Ryan Seacrest, bei den Nickelodeon Kids’ Choice Awards 2004 und bei der The Cingular Buddy Bash Tour zusammen mit Zebrahead, Young Gunz und Fefe Dobson.
Im Juni 2004, als 13-Jährige, erreichte sie mit dem Stück Leave (Get Out) Platz eins der Billboard Top-40-Mainstream-Charts und ist damit die jüngste Sängerin, die jemals die amerikanischen Charts angeführt hat. Vor ihr hielt Britney Spears diesen Rekord. In Deutschland erreichte der Titel Platz neun der deutschen Singlecharts. Das zugehörige Debütalbum JoJo stieg auf Platz vier der Billboard Hot 100 ein.
Ihre zweite Single Baby It’s You feat. Bow Wow landete auf Platz 15 der deutschen Charts. Bei den MTV Video Music Awards 2004 wurde sie als bester Newcomer nominiert. Im selben Jahr trat sie im Vorprogramm von Usher auf dessen Europatournee auf. Auch ging sie mit den Olympioniken Amerikas für die Sommer-Olympiade auf die „2004 Rock & Roll Gymnastics Championships Tour“, an der auch Svetlana Khorkina teilnahm.
Im August 2005 erschien die Single Not That Kinda Girl, die Platz 85 in den deutschen Charts erreichte und sich drei Wochen in den Top-100 dort hielt.

### Zweites StudioalbumThe High Road
2005 nahm JoJo ihr zweites Album The High Road auf, von dem am 3. November 2006 die erste Single Too Little Too Late veröffentlicht wurde. In den USA brach der Titel einen weiteren Rekord. Er schaffte den größten Charts-Sprung aller Zeiten bis dahin, indem die Single innerhalb einer Woche von Platz 66 auf Platz drei der Billboard Hot 100 kletterte. Damit stieß sie Mariah Careys Loverboy von der Spitze, das den Sprung von Platz 60 auf Platz zwei schaffte.
Im November erschien ihre Single How to Touch a Girl. Ihre dritte Single Anything folgte im Mai 2007 und erreichte Platz 21 der UK-Charts. 2007 ging sie auf Tour durch Europa, Mexiko und Amerika. Im selben Jahr veröffentlichte sie den Song Beautiful Girls Reply, eine Antwort auf Beautiful Girls von Sean Kingston, bei der sie die Perspektive des Mädchens aus dem Originaltext einnahm.

### Erstes MixtapeCan’t Take That Away from Me
Ab 2007 arbeitete JoJo an ihrem dritten Album namens All I Want Is Everything. Die Sängerin machte im August 2009 ihren High-School-Abschluss JoJo arbeitete für das dritte Album mit Produzenten wie Toby Gad, der Songs für Beyoncé oder Fergie geschrieben hatte, und J.R. Rotem, der für Britney Spears oder Ashley Tisdale produziert hatte, zusammen.
Das Album sollte zunächst Ende 2008 erscheinen, dann wurde der Termin auf Anfang 2009 gelegt. Im Sommer 2009 verklagte die Sängerin schließlich ihre Plattenfirma zum ersten Mal, da diese sie während eines Umstrukturierungsprozess warten ließ.
Zwischenzeitlich coverte JoJo den Song Can’t Believe It von R-’n’-B-Sänger T-Pain. Die Veröffentlichung wurde mehrmals verschoben.
Die Sängerin gab bekannt, dass sie an einem Mixtape arbeite, welches dann 2010 mit dem Titel Can’t Take That Away from Me erschien. Im August feierte In the Dark, ihre erste Single nach vier Jahren, Premiere.

### Zweites MixtapeAgápē

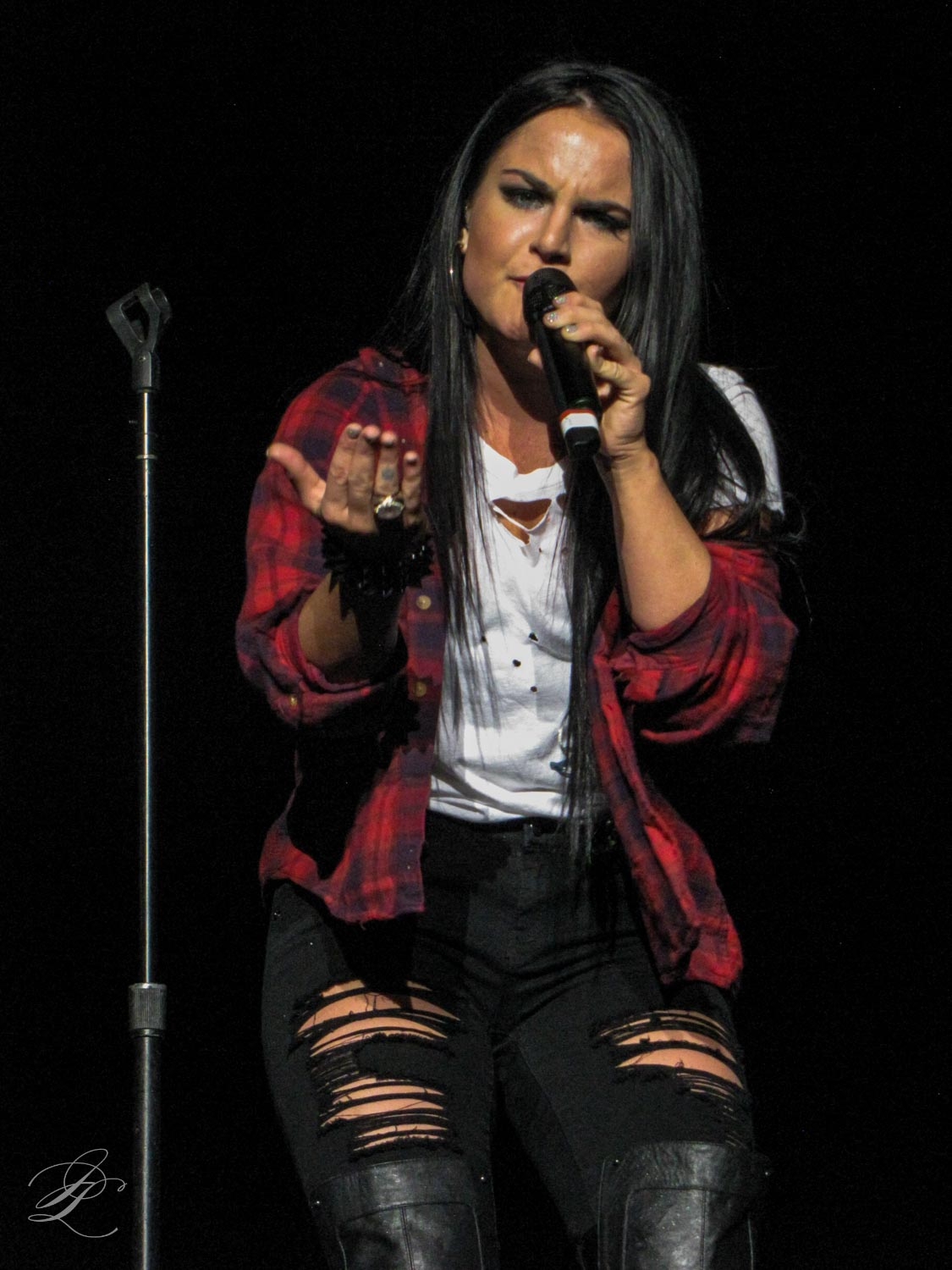
JoJo (2012)

Der Longplayer Jumping Trains (früher: All I Want Is Everything) sollte im Frühling 2011 erscheinen, mit The Other Chick als Vorab-Single zum Album. Nachdem die Single nur wenig gute Resonanz bekommen hatte, wurde The Other Chick als sogenannten Buzz-Single (eine Promotion-Methode, um auf ein neues Musikprojekt eines Sängers aufmerksam zu machen) betitelt. Die erste offizielle Single erschien mit Disaster am 29. August 2011. Der Song debütierte auf Platz 87 in den Billboard Hot 100 und kennzeichnet JoJos erste Single in diesen Charts seit fünf Jahren.
Ende 2011 trat JoJo in einer Werbung für „Clearasil’s PerfectaWash“ auf, bei dem auch neue Musik von ihrem geplanten Album verwendet wurde.
Im Juli 2012 stellte JoJo ihre neue Single Demonstrate ins Internet. Die Kritiken fielen positiv aus. Nachdem die Aufnahmen zu Jumping Trains beendet waren, wurde das Album schließlich doch gestrichen. JoJo war nicht mehr mit dem Sound zufrieden und wollte sich lieber neu erfinden. So konzentrierte sich JoJo mehr auf Contemporary R&B und nahm sich Musiker wie Frank Ocean und Drake als Vorbild. Von letzterem veröffentlichte sie einen Remix zu dessen Song Marvin’s Room. Es begann eine Zusammenarbeit mit Noah ‚40‘ Shebib.
Eine weitere Single sollte im August 2012 erhältlich sein, doch änderte die Plattenfirma ihre Pläne und die Single wurde nie veröffentlicht. Monate später verkündete die Sängerin, dass ihre Plattenfirma Blackground Records den Vertrag mit Interscope Records nicht mehr verlängern konnte und eine Veröffentlichung ihres kommenden Albums seit 2008 in den Sternen steht.
Die Sängerin veröffentlichte am 20. Dezember 2012 (ihrem 22. Geburtstag) ein zweites Mixtape unter dem Namen Agápē (griechisch: bedingungslose Liebe) zum kostenlosen Download.

### Wechsel zu Atlantic Records und drittes StudioalbumMad Love
Die jahrelangen Vertriebsschwierigkeiten ihrer Plattenfirma Blackground Records resultierten darin, dass die Veröffentlichung von JoJos drittem Album ständig verschoben wurden. Im Juli 2013 verklagte die Sängerin schließlich Blackground Records wegen Vertragsverletzung und gewann den Prozess im Dezember. Im selben Monat unterschrieb sie einen neuen Plattenvertrag mit Atlantic Records, was im Januar 2014 bekannt gegeben wurde.
Um das neue Kapitel ihrer Musikkarriere zu feiern, beschloss JoJo gleich drei Singles zur selben Zeit zu veröffentlichen, die allesamt unter der EP mit dem Namen III erschienen. Dazu erfand JoJo das Portmanteauwort Tringle (zusammengesetzt aus Triple und Single).
Am 14. Oktober 2016 erschien schließlich ihr drittes Album Mad Love. Es erreichte Platz 6 der Billboard 200. Die Lead Single Fuck Apologies mit Rapper Wiz Khalifa verfehlte allerdings die Billboard Hot 100, erreichte jedoch die Top 40 der US Pop Digital Charts.

### Wechsel zu Warner undGood to Know(2020)
Im August 2017 erklärte Jojo nicht mehr zu Atlantic zu gehören und stattdessen nun bei Clover Music, einem Inprint von Interscope Records unter Vertrag zu stehen. Kurz nach ihrem 28. Geburtstag erschienen neu aufgenommene Versionen ihres ersten und zweiten Albums mit neuen Gesangsspuren, nachdem ihr altes Label diese aus allen digitalen Vertriebswegen entfernt hatte.
2019 wechselte Interscope Records zu Warner Records. Als erste Veröffentlichung erschien die Single Say So mit PJ Morton, am 10. Oktober folgte Joanna. Am 25. Oktober 2019 erschien schließlich ihre erste Single zu ihrem vierten Album Mad Love. Das Lied Sabotage ist eine Kollaboration mit der Rapperin Chika.
Good to Know erschien schließlich am 1. Mai 2020 und erreichte Platz 33 der US-amerikanischen Charts.
Am 26. Mai 2021 erreichte JoJo im Finale der fünften Staffel des amerikanischen Ablegers von The Masked Singer als Black Swan den zweiten Platz.

## Diskografie
Studioalben

| Jahr | Titel Musiklabel                                  | Höchstplatzierung, Gesamtwochen, AuszeichnungChartplatzierungen (Jahr, Titel, Musiklabel, Platzierungen, Wochen, Auszeichnungen, Anmerkungen) | Höchstplatzierung, Gesamtwochen, AuszeichnungChartplatzierungen (Jahr, Titel, Musiklabel, Platzierungen, Wochen, Auszeichnungen, Anmerkungen) | Höchstplatzierung, Gesamtwochen, AuszeichnungChartplatzierungen (Jahr, Titel, Musiklabel, Platzierungen, Wochen, Auszeichnungen, Anmerkungen) | Höchstplatzierung, Gesamtwochen, AuszeichnungChartplatzierungen (Jahr, Titel, Musiklabel, Platzierungen, Wochen, Auszeichnungen, Anmerkungen) | Höchstplatzierung, Gesamtwochen, AuszeichnungChartplatzierungen (Jahr, Titel, Musiklabel, Platzierungen, Wochen, Auszeichnungen, Anmerkungen) | Anmerkungen                                                |
| Jahr | Titel Musiklabel                                  | DE | AT | CH | UK | US | Anmerkungen                                                |
| ---- | ------------------------------------------------- | --- | --- | --- | --- | --- | ---------------------------------------------------------- |
| 2004 | JoJo Blackground Records (UMG)                    | DE54 Gold · (10 Wo.)DE | — | CH30 (13 Wo.)CH | UK22 Gold · (18 Wo.)UK | US4 Platin · (41 Wo.)US | Erstveröffentlichung: 22. Juni 2004 Verkäufe: + 1.307.500  |
| 2006 | The High Road Blackground Records (UMG)           | — | — | CH96 (1 Wo.)CH | UK24 Gold · (15 Wo.)UK | US3 Gold · (18 Wo.)US | Erstveröffentlichung: 17. Oktober 2006 Verkäufe: + 650.000 |
| 2016 | Mad Love Atlantic Records (WMG)                   | — | — | — | UK46 (1 Wo.)UK | US6 (2 Wo.)US | Erstveröffentlichung: 14. Oktober 2016                     |
| 2020 | Good to Know Warner Records (WMG)                 | — | — | — | — | US33 (1 Wo.)US | Erstveröffentlichung: 1. Mai 2020                          |
| 2020 | December Baby Warner Records (WMG)                | — | — | — | — | — | Erstveröffentlichung: 30. Oktober 2020                     |
| 2021 | Trying Not to Think About It Warner Records (WMG) | — | — | — | — | — | Erstveröffentlichung: 1. Oktober 2021                      |

## Filmografie (Auswahl)

### Filme
- 2002: Developing Sheldon
- 2005: Hope Rocks: The Concert with a Cause
- 2006: Aquamarin – Die vernixte erste Liebe (Aquamarine)
- 2006: Die Chaoscamper (RV)
- 2013: G.B.F.

### Fernsehen
- 1998: Kids Says Darnest Things (Fernsehserie, eine Folge)
- 1999–2000: Destination Stardom (Fernsehserie, 2 Folgen)
- 2002: The Bernie Mac Show (Fernsehserie, eine Folge)
- 2003: America’s Most Talented Kid (Fernsehserie, eine Folge)
- 2004: American Dreams (Fernsehserie, eine Folge)
- 2008: True Confessions of a Hollywood Starlet (Fernsehfilm)
- 2011: Hawaii Five-0 (Fernsehserie, eine Folge)
- 2018: Lethal Weapon (Fernsehserie, S02E03)

## Auszeichnungen und Nominierungen
Yahoo Music Award
- 2008: 10,000,000 Downloads für "Too Little, Too Late" (Gewonnen)

Boston Music Awards
- 2007: National Female Vocalist of the Year (Gewonnen)
- 2008: Outstanding Pop/R&B Act of the Year (Nominiert)

Hollywood Life 9th Annual Young Hollywood Awards 2007
- 2007: Breakthrough Performance (Gewonnen)

Young Artist Award
- 2007: Best Performance in a Feature Film with Aquamarine (Nominiert)

Teen Choice Award
- 2006: Female Choice Breakout with Aquamarine (Nominiert)

MTV Video Music Award
- 2004: Best New Artist of the Year (Nominiert)

Billboard Music Awards
- 2004: Female New Artist of the Year (Nominiert)
- 2004: Mainstream Top 40 Single of the Year (Nominiert)